# Longmire/Episodenliste

Logo zur Serie

Diese Episodenliste enthält alle Episoden der US-amerikanischen Krimiserie Longmire, sortiert nach der US-amerikanischen Erstausstrahlung. Die Fernsehserie umfasst sechs Staffeln mit insgesamt 63 Episoden.

## Übersicht
| Staffel | Episodenanzahl | Erstausstrahlung USA | Erstausstrahlung USA | Deutschsprachige Erstausstrahlung | Deutschsprachige Erstausstrahlung |
| Staffel | Episodenanzahl | Staffelpremiere      | Staffelfinale        | Staffelpremiere                   | Staffelfinale                     |
| ------- | -------------- | -------------------- | -------------------- | --------------------------------- | --------------------------------- |
| 1       | 10             | 3. Juni 2012         | 12. August 2012      | 10. Januar 2014                   | 7. Februar 2014                   |
| 2       | 13             | 27. Mai 2013         | 26. August 2013      | 14. Februar 2014                  | 21. März 2014                     |
| 3       | 10             | 2. Juni 2014         | 4. August 2014       | 4. September 2015                 | 6. November 2015                  |
| 4       | 10             | 10. September 2015   | 10. September 2015   | 7. Juli 2017                      | 8. September 2017                 |
| 5       | 10             | 23. September 2016   | 23. September 2016   | 20. Juli 2018                     | 21. September 2018                |
| 6       | 10             | 17. November 2017    | 17. November 2017    | 26. Juli 2019                     | 27. September 2019                |

## Staffel 1
Die Erstausstrahlung der ersten Staffel war vom 3. Juni bis zum 12. August 2012 auf dem US-amerikanischen Kabelsender A&E zu sehen. Die deutschsprachige Erstausstrahlung sendete der deutsche Free-TV-Sender RTL Nitro vom 10. Januar bis zum 7. Februar 2014.
| Nr. (ges.) | Nr. (St.) | Deutscher Titel                  | Originaltitel                 | Erstausstrahlung USA | Deutschsprachige Erstausstrahlung (D) | Regie                 | Drehbuch                   |
| ---------- | --------- | -------------------------------- | ----------------------------- | -------------------- | ------------------------------------- | --------------------- | -------------------------- |
| 1          | 1         | Ehrlichkeit und Integrität       | Pilot                         | 3. Juni 2012         | 10. Jan. 2014                         | Christopher Chulack   | John Coveny & Hunt Baldwin |
| 2          | 2         | Emanzipierte Töchter             | The Dark Road                 | 10. Juni 2012        | 10. Jan. 2014                         | Michael Uppendahl     | Sarah Nicole Jones         |
| 3          | 3         | Alte Geheimnisse, neu entfacht   | A Damn Shame                  | 17. Juni 2012        | 17. Jan. 2014                         | Christopher Chulack   | Hunt Baldwin & John Coveny |
| 4          | 4         | Jeder will sein Stück vom Kuchen | The Cancer                    | 24. Juni 2012        | 17. Jan. 2014                         | Gwyneth Horder-Payton | Daniel C. Connolly         |
| 5          | 5         | Hundekrieger                     | Dog Soldier                   | 1. Juli 2012         | 24. Jan. 2014                         | Alex Graves           | Tony Tost                  |
| 6          | 6         | Mordende Bären und alte Hasen    | The Worst Kind of Hunter      | 8. Juli 2012         | 24. Jan. 2014                         | Peter Weller          | Hunt Baldwin & John Coveny |
| 7          | 7         | Acht Sekunden                    | 8 Seconds                     | 15. Juli 2012        | 31. Jan. 2014                         | Christopher Chulack   | Tony Tost                  |
| 8          | 8         | Der Preis der guten Tat          | An Incredibly Beautiful Thing | 22. Juli 2012        | 31. Jan. 2014                         | J. Michael Muro       | Daniel C. Connolly         |
| 9          | 9         | Zu hoch gepokert                 | Dogs, Horses, and Indians     | 5. Aug. 2012         | 7. Feb. 2014                          | Steve Robin           | Sarah Nicole Jones         |
| 10         | 10        | Bittere Wahrheiten               | Unfinished Business           | 12. Aug. 2012        | 7. Feb. 2014                          | Nelson McCormick      | Hunt Baldwin & John Coveny |

## Staffel 2
Die Erstausstrahlung der zweiten Staffel war vom 27. Mai bis zum 26. August 2013 auf dem US-amerikanischen Kabelsender A&E zu sehen. Die deutschsprachige Erstausstrahlung sendete der deutsche Free-TV-Sender RTL Nitro vom 14. Februar bis zum 21. März 2014.
| Nr. (ges.) | Nr. (St.) | Deutscher Titel                  | Originaltitel                | Erstausstrahlung USA | Deutschsprachige Erstausstrahlung (D) | Regie                 | Drehbuch                   |
| ---------- | --------- | -------------------------------- | ---------------------------- | -------------------- | ------------------------------------- | --------------------- | -------------------------- |
| 11         | 1         | Im Alleingang                    | Unquiet Mind                 | 27. Mai 2013         | 14. Feb. 2014                         | Michael Offer         | Hunt Baldwin & John Coveny |
| 12         | 2         | Erhörtes Gebet                   | Carcasses                    | 3. Juni 2013         | 14. Feb. 2014                         | Lodge Kerrigan        | Tony Tost                  |
| 13         | 3         | Wie vom Blitz getroffen          | Death Came in Like Thunder   | 10. Juni 2013        | 21. Feb. 2014                         | Gwyneth Horder-Payton | Sarah Nicole Jones         |
| 14         | 4         | Die Straße zur Hölle             | The Road to Hell             | 17. Juni 2013        | 21. Feb. 2014                         | Daniel Sackheim       | Daniel C. Connolly         |
| 15         | 5         | Vergiftete Partystimmung         | Party’s Over                 | 24. Juni 2013        | 28. Feb. 2014                         | Peter Weller          | Hunt Baldwin & John Coveny |
| 16         | 6         | Eine Frage des Blickwinkels      | Tell It Slant                | 1. Juli 2013         | 28. Feb. 2014                         | J. Michael Muro       | Tony Tost                  |
| 17         | 7         | Klang und Wut                    | Sound and Fury               | 8. Juli 2013         | 7. März 2014                          | James Hayman          | Daniel C. Connolly         |
| 18         | 8         | Aus dem Sattel geworfen          | The Great Spirit             | 15. Juli 2013        | 7. März 2014                          | Christopher Chulack   | Sarah Nicole Jones         |
| 19         | 9         | Unlauterer Wettbewerb            | Tuscan Red                   | 29. Juli 2013        | 14. März 2014                         | Michael Rymer         | Tony Tost                  |
| 20         | 10        | Ins rechte Licht gerückt         | Election Day                 | 5. Aug. 2013         | 14. März 2014                         | J. Michael Muro       | Hunt Baldwin & John Coveny |
| 21         | 11        | Wilderei um jeden Preis          | Natural Order                | 12. Aug. 2013        | 21. März 2014                         | Daniel Sackheim       | Sarah Nicole Jones         |
| 22         | 12        | Fingerzeig                       | A Good Death is Hard to Find | 19. Aug. 2013        | 21. März 2014                         | Kari Skogland         | Tony Tost                  |
| 23         | 13        | Zeit, sich den Dingen zu stellen | Bad Medicine                 | 26. Aug. 2013        | 21. März 2014                         | Michael Offer         | Hunt Baldwin & John Coveny |

## Staffel 3
Die Erstausstrahlung der dritten Staffel war vom 2. Juni bis zum 4. August 2014 auf dem US-amerikanischen Kabelsender A&E zu sehen. Die deutschsprachige Erstausstrahlung sendete der deutsche Pay-TV-Sender FOX vom 4. September bis zum 6. November 2015.
| Nr. (ges.) | Nr. (St.) | Deutscher Titel     | Originaltitel             | Erstausstrahlung USA | Deutschsprachige Erstausstrahlung (D) | Regie                 | Drehbuch                   |
| ---------- | --------- | ------------------- | ------------------------- | -------------------- | ------------------------------------- | --------------------- | -------------------------- |
| 24         | 1         | Der weiße Krieger   | The White Warrior         | 2. Juni 2014         | 4. Sep. 2015                          | Christopher Chulack   | Hunt Baldwin & John Coveny |
| 25         | 2         | Problemkind         | Of Children and Travelers | 9. Juni 2014         | 11. Sep. 2015                         | J. Michael Muro       | Tony Tost                  |
| 26         | 3         | Miss Cheyenne       | Miss Cheyenne             | 16. Juni 2014        | 18. Sep. 2015                         | James Hayman          | Sarah Nicole Jones         |
| 27         | 4         | Appartement 32      | In the Pines              | 23. Juni 2014        | 30. Sep. 2015                         | Gwyneth Horder-Payton | Hunt Baldwin & John Coveny |
| 28         | 5         | Wanted              | Wanted Man                | 30. Juni 2014        | 2. Okt. 2015                          | Peter Weller          | Tony Tost                  |
| 29         | 6         | Falsche Identität   | Reports of My Death       | 7. Juli 2014         | 9. Okt. 2015                          | Christopher Chulack   | Sarah Nicole Jones         |
| 30         | 7         | Vom Weg abgekommen  | Population 25             | 14. Juli 2014        | 16. Okt. 2015                         | Michael Offer         | Hunt Baldwin & John Coveny |
| 31         | 8         | Freundschaftsdienst | Harvest                   | 21. Juli 2014        | 23. Okt. 2015                         | J. Michael Muro       | Tony Tost                  |
| 32         | 9         | Tapferkeit und Ehre | Counting Coup             | 28. Juli 2014        | 30. Okt. 2015                         | T. J. Scott           | Sarah Nicole Jones         |
| 33         | 10        | Asche zu Asche      | Ashes to Ashes            | 4. Aug. 2014         | 6. Nov. 2015                          | Michael Offer         | Hunt Baldwin & John Coveny |

## Staffel 4
Die Veröffentlichung der vierten Staffel fand am 10. September 2015 bei Netflix per Streaming statt. Die deutschsprachige Erstausstrahlung sendete der deutsche Pay-TV-Sender FOX vom 7. Juli bis zum 8. September 2017.
| Nr. (ges.) | Nr. (St.) | Deutscher Titel          | Originaltitel             | Erstausstrahlung USA | Deutschsprachige Erstausstrahlung (D) | Regie               | Drehbuch                   |
| ---------- | --------- | ------------------------ | ------------------------- | -------------------- | ------------------------------------- | ------------------- | -------------------------- |
| 34         | 1         | Am Fluss                 | Down by the River         | 10. Sep. 2015        | 7. Juli 2017                          | Christopher Chulack | Hunt Baldwin & John Coveny |
| 35         | 2         | War Eagle                | War Eagle                 | 10. Sep. 2015        | 14. Juli 2017                         | T. J. Scott         | Tony Tost                  |
| 36         | 3         | High Noon                | High Noon                 | 10. Sep. 2015        | 21. Juli 2017                         | Christopher Chulack | Hunt Baldwin & John Coveny |
| 37         | 4         | Four Arrows              | Four Arrows               | 10. Sep. 2015        | 28. Juli 2017                         | Peter Weller        | Sheri Holman               |
| 38         | 5         | Traumata                 | Help Wanted               | 10. Sep. 2015        | 4. Aug. 2017                          | J. Michael Muro     | Tony Tost                  |
| 39         | 6         | Eine Frage der Grenze    | The Calling Back          | 10. Sep. 2015        | 11. Aug. 2017                         | T. J. Scott         | Boo Killebrew              |
| 40         | 7         | Vergebung oder Rache?    | Highway Robbery           | 10. Sep. 2015        | 18. Aug. 2017                         | Michael Offer       | Hunt Baldwin & John Coveny |
| 41         | 8         | Hector lebt              | Hector Lives              | 10. Sep. 2015        | 25. Aug. 2017                         | David Boyd          | Tony Tost                  |
| 42         | 9         | Noch ein Mord?           | Shotgun                   | 10. Sep. 2015        | 1. Sep. 2017                          | J. Michael Muro     | Sheri Holman               |
| 43         | 10        | Das Gesetz des Reservats | What Happens on the Rez … | 10. Sep. 2015        | 8. Sep. 2017                          | Michael Offer       | Hunt Baldwin & John Coveny |

## Staffel 5
Die Veröffentlichung der fünften Staffel fand am 23. September 2016 bei Netflix per Streaming statt. Die deutschsprachige Erstausstrahlung sendete der deutsche Pay-TV-Sender FOX vom 20. Juli bis zum 21. September 2018.
| Nr. (ges.) | Nr. (St.) | Deutscher Titel                    | Originaltitel                | Erstausstrahlung USA | Deutschsprachige Erstausstrahlung (D/A) | Regie           | Drehbuch                   |
| ---------- | --------- | ---------------------------------- | ---------------------------- | -------------------- | --------------------------------------- | --------------- | -------------------------- |
| 44         | 1         | Vernebelte Erinnerungen            | A Fog That Won’t Lift        | 23. Sep. 2016        | 20. Juli 2018                           | David Boyd      | Hunt Baldwin & John Coveny |
| 45         | 2         | Gute und böse Erinnerungen         | One Good Memory              | 23. Sep. 2016        | 27. Juli 2018                           | T. J. Scott     | Hunt Baldwin & John Coveny |
| 46         | 3         | Der Kokon                          | Chrysalis                    | 23. Sep. 2016        | 3. Aug. 2018                            | Adam Bluming    | Tony Tost                  |
| 47         | 4         | Bedrohte Tiere, bedrohte Menschen  | The Judas Wolf               | 23. Sep. 2016        | 10. Aug. 2018                           | David Boyd      | Sheri Holman               |
| 48         | 5         | Wie bei Peckinpah                  | Pure Peckinpah               | 23. Sep. 2016        | 17. Aug. 2018                           | J. Michael Muro | Tony Tost                  |
| 49         | 6         | Einspruch                          | Objection                    | 23. Sep. 2016        | 24. Aug. 2018                           | Adam Arkin      | Boo Killebrew              |
| 50         | 7         | Von diesem Tage an                 | From This Day Forward        | 23. Sep. 2016        | 31. Aug. 2018                           | T. J. Scott     | Hunt Baldwin & John Coveny |
| 51         | 8         | Probleme über Probleme             | Stand Your Ground            | 23. Sep. 2016        | 7. Sep. 2018                            | Zetna Fuentes   | Sheri Holman               |
| 52         | 9         | Eine außergewöhnliche Soiree       | Continual Soiree             | 23. Sep. 2016        | 14. Sept. 2018                          | J. Michael Muro | Tony Tost                  |
| 53         | 10        | Der Stoff, aus dem die Träume sind | The Stuff Dreams Are Made Of | 23. Sep. 2016        | 21. Sep. 2018                           | Michael Offer   | Hunt Baldwin & John Coveny |

## Staffel 6
Die Veröffentlichung der sechsten Staffel fand am 17. November 2017 bei Netflix per Streaming statt. Die deutschsprachige Erstausstrahlung sendete der deutsche Pay-TV-Sender FOX vom 26. Juli bis zum 27. September 2019.
| Nr. (ges.) | Nr. (St.) | Deutscher Titel              | Originaltitel                    | Erstausstrahlung USA | Deutschsprachige Erstausstrahlung (D/A) | Regie                | Drehbuch                 |
| ---------- | --------- | ---------------------------- | -------------------------------- | -------------------- | --------------------------------------- | -------------------- | ------------------------ |
| 54         | 1         | Henrys Geister               | The Eagle and the Osprey         | 17. Nov. 2017        | 26. Juli 2019                           | T. J. Scott          | Hunt Baldwin             |
| 55         | 2         | Goldfieber                   | Fever                            | 17. Nov. 2017        | 2. Aug. 2019                            | Lou Diamond Phillips | Boo Killebrew            |
| 56         | 3         | Auf der Flucht               | Thank You, Victoria              | 17. Nov. 2017        | 9. Aug. 2019                            | J. Michael Muro      | Sheri Holman             |
| 57         | 4         | Verlust                      | A Thing I’ll Never Understand    | 17. Nov. 2017        | 16. Aug. 2019                           | Zetna Fuentes        | Leo Geter                |
| 58         | 5         | Absturz                      | Burned Up My Tears               | 17. Nov. 2017        | 23. Aug. 2019                           | Peter Weller         | John Coveny              |
| 59         | 6         | Eine Frage des Charakters    | No Greater Character Endorsement | 17. Nov. 2017        | 30. Aug. 2019                           | Adam Bluming         | Boo Killebrew            |
| 60         | 7         | Tod eines Totgeglaubten      | Opiates and Antibiotics          | 17. Nov. 2017        | 6. Sep. 2019                            | J. Michael Muro      | Hunt Baldwin             |
| 61         | 8         | Eifersucht macht blind       | Cowboy Bill                      | 17. Nov. 2017        | 13. Sep. 2019                           | Magnus Martens       | Sheri Holman             |
| 62         | 9         | Jeder kämpft für sich allein | Running Eagle Challenge          | 17. Nov. 2017        | 20. Sep. 2019                           | Michael Offer        | Hunt Baldwin & Leo Geter |
| 63         | 10        | The End                      | Goodbye Is Always Implied        | 17. Nov. 2017        | 27. Sep. 2019                           | Christopher Chulack  | Hunt Baldwin             |